# Mariano Ortiz
Mariano Ortiz Marrero, detto Tito (Toa Baja, 25 luglio 1944 – 16 aprile 2022), è stato un cestista portoricano.

## Carriera
Con Porto Rico ha disputato tre edizioni dei Giochi olimpici (Città del Messico 1968, Monaco 1972, Montréal 1976) e due dei Campionati mondiali (1967, 1974).